# Суру
13°04′00″ пн. ш. 3°04′00″ зх. д. / 13.066666666667° пн. ш. 3.0666666666667° зх. д.
Суру — одна з 45 провінцій Буркіна-Фасо, розташована в області Верхні Басейни.
Столиця провінції — місто Туган.

## Поділ
Суру поділяється на 8 департаментів:
- Ді
- Гомборо
- Кассум
- Кіємбара
- Ланфієра
- Ланку
- Тоені
- Туган